# Cerveau (Marvel Comics)
Pour les articles homonymes, voir Cerveau (homonymie) et Mastermind (homonymie).
Jason Wyngarde, alias le Cerveau (« Mastermind » en VO) est un super-vilain évoluant dans l'univers Marvel de la maison d'édition Marvel Comics. Créé par le scénariste Stan Lee et le dessinateur Jack Kirby, le personnage de fiction apparaît pour la première fois dans le comic book X-Men (vol. 1) #4 en mars 1964.
Le personnage est à l'origine un membre de la première Confrérie des mauvais mutants dirigée par Magnéto.

## Biographie du personnage

### Origines
On ne sait rien de la vie de Jason Wyngarde avant de rejoindre la Confrérie des mauvais mutants, un groupe de terroristes mutants dirigés par le puissant Magnéto, sauf qu'il était un artiste de cirque, un mentaliste.
Capable de montrer ce qu’il désire aux gens, il travaille pendant un temps dans un cirque comme illusionniste. On sait qu'il a eu trois filles (Martinique, Regan et Megan) de trois femmes différentes, et qu'il semble avoir vécu et avoir élevé les deux premières durant une période de sa vie.

### La saga du Phénix noir
L'une des apparitions les plus importantes de Jason Wyngarde a lieu durant l'histoire « La saga du Phénix noir (en) » (The Dark Phoenix Saga) de la série X-Men, relatée dans Uncanny X-Men #101-108 et #129-138.
Lorsque le Club des damnés se heurte pour la première fois aux X-Men, le Cercle intérieur du club manipule, grâce au Cerveau, l'esprit de Jean Grey (Phénix) et kidnappe plusieurs membres de l'équipe pour les transformer en esclaves. Le Cerveau fait croire à Jean qu'elle évolue au XVIIIe siècle et qu'elle est une puissante femme de l'aristocratie. Croyant dominer sa victime, le Cerveau perd cependant le contrôle de Jean Grey quand il tue dans un duel à l'épée Scott Summers (Cyclope, le flirt de Jean), ce qui libère le Phénix noir de l'esprit de Jean, qui fera ensuite devenir Wyngarde fou.
Wyngarde est alors victime d’hallucinations et ne passe pas longtemps inaperçu dans les rues de New York. Vite repéré par la police, il est conduit dans un asile psychiatrique.

### Suite du parcours et mort
Le Cerveau récupère finalement et retrouve sa santé mentale. Il décide alors de se venger de tous ceux qui l’ont fait souffrir.
- Il commence par pousser Malicia à quitter sa mère adoptive Mystique, faisant subir à cette dernière d’horrible cauchemars (Mystique avait reformé la Confrérie des mauvais mutants pendant qu'il était interné, sans l'inviter à y participer), la montrant poursuivie par une meute de chiens et sauvée par Sir Jason, l'alter ego de Wingarde.
- Ensuite, il manipule Mariko Yashida, la fiancée de Wolverine pour que, le jour de leur mariage, elle refuse de l’épouser.
- Enfin, il fait croire aux croire aux X-Men que Madelyne Pryor, la nouvelle petite amie de Scott Summers (Cyclope), est un nouveau Phénix noir et pousse l'équipe à l’attaquer. Mais les X-Men se rendent compte rapidement qu’ils affrontent Cyclope, tandis que le Cerveau manipule la vraie Madelyne pour abuser d’elle. Cette dernière est secourue par les X-Men qui neutralisent le Cerveau. Plus tard, il tente de s’approprier une nouvelle fois la Force Phénix (en) mais rencontre l’opposition de Rachel Summers, la fille de Cyclope et de Jean Grey issue d’un futur alternatif, qui l'enferme dans une illusion psychique[1].

Il meurt bien plus tard, victime du virus Legacy, un virus mortel qui touche principalement les mutants. Avant de succomber, il demande pardon à Jean Grey pour ce qu'il lui a fait subir quand il prit le contrôle de la toute-puissante Force Phénix en elle (il ne savait pas que la Jean Grey qu’il avait manipulée n’était pas la vraie). Elle lui pardonne et il meurt paisiblement après avoir utilisé son dernier acte pour sauver Jean Grey qui allait mourir à ses côtés.

## Famille
Jason Wyngarde a deux filles, Martinique Wyngarde (Mastermind) et Regan Wyngarde (Lady Mastermind) qui ont hérité de ses pouvoirs. Sa troisième fille, Megan, est devenue une jeune recrue des X-Men.

## Pouvoirs et capacités
Jason Wyngarde était un homme mince aux cheveux gris emmêlés. Il a fréquemment utilisé ses capacités d'illusion pour prendre l'apparence d'un homme plus jeune et plus beau. Son déguisement préféré arborait un habillement et des moustaches de style victorien. Il possédait la force normale d'un homme de son âge et de sa constitution qui ne poursuivait pas d'activité physique régulière.
La capacité mutante du Cerveau est de lancer des illusions psioniques réalistes exceptionnellement puissantes. Il peut psioniquement amener d'autres personnes à voir, entendre, sentir et/ou goûter des choses qui n'existent pas réellement mais seulement dans leur tête. Il peut également amener les gens à ressentir les choses d'une manière qui ne le serait pas naturellement ; par exemple, il peut se transformer pour ressembler à une personne différente, ou ressembler à un mur ou même sembler invisible.
Pour que cela fonctionne, les victimes du Cerveau doivent être dans le rayon d'action de ses pouvoirs. Avec des aides artificielles extérieures, il est capable d'induire en erreur une personne unique parmi plusieurs autres présentes pour voir ses illusions. Il est même capable d'affecter des télépathes aussi puissants que le professeur Xavier et Jean Grey, bien que pour manipuler le Phénix noir il avait besoin d'un appareil d'amplification appelé « mécanisme d'esprit » (mind-tap mechanism), fourni par la Reine Blanche du Club des damnés (à cette époque Emma Frost). Cela lui a permis de projeter des illusions directement dans l'esprit de l'entité (la Force Phénix (en)), de sorte que l'entité « voyait » ses illusions, pouvant ainsi surveiller les pensées de cette entité sur de grandes distances.
Plus tard, dans une histoire de la série New Avengers, Emma Frost a décrit à Sentry les capacités du Cerveau comme quelque chose qui ressemble à un virus psionique, que le Cerveau « plante » dans l'esprit de sa victime, ce qui lui permet de grandir et de changer selon le point de vue et les sentiments de la victime. Il semblerait que ces « virus » puissent continuer à fonctionner même sans son influence, car les illusions placées dans l'esprit de Sentry sont restées après la mort du Cerveau.
Le Cerveau disposait aussi d'une capacité limitée à modifier les souvenirs de ses victimes. Il a ainsi pu altérer les souvenirs de la jeune Lorna Dane (Polaris) afin qu'elle oublie avoir provoqué la mort de sa mère et de son beau-père.

## Inspiration
L'apparence du Cerveau (quand il utilise son personnage de Jason Wyngarde du XVIIIe siècle) est inspirée de l'acteur Peter Wyngarde qui incarne Jason King dans la série britannique Département S, d'où son nom.
Le nom du Club des damnés (« Hellfire Club » en VO), auquel le Cerveau appartient est également le nom du club dont Peter Wyngarde incarne le chef dans la série Chapeau melon et bottes de cuir (saison 4, épisode 21).

## Apparition dans d'autres médias
Le personnage du Cerveau est apparu dans les séries animées Spider-Man et ses amis extraordinaires, X-Men et X-Men : Evolution.
Au cinéma, le personnage est interprété par l'acteur Michael Reid McKay dans le film X-Men 2 (2003) de Bryan Singer.
Il apparaît également dans le jeu vidéo X-Men, le jeu officiel, sa voix étant celle de l'acteur Steven Blum.